# Theatre of Hate
Theatre of Hate är en brittisk musikgrupp inom genren post-punk som bildades i London 1980.

## Historia
Theatre of Hate bestod ursprungligen av singer-songwritern Kirk Brandon, basisten Stan Stammers, saxofonisten John "Boy" Lennard, gitarristen Steve Guthrie och trummisen Luke Rendle. Bandet tog sitt namn inspirerade av boken Theatre and its Double skriven av Antonin Artaud.
Deras första singel "Original Sin" släpptes i november 1980 som en dubbel A-sida tillsammans med "Legion" och kom på femteplats i Storbritanniens "UK Indie Chart". April 1981 släpptes "Rebel Without a Brain" och "Nero" släpptes i juli samma år. 1981 släpptes också två live-album på LP för att minska risken för risken med bootleg.
Mick Jones från The Clash producerade Westworld under augusti 1981 som fram till Theatre of Hates återförening blev deras enda studioalbum. Strax efter inspelningarna tillkom gitarristen Billy Duffy till bandet och Rendle hoppade av som trummis och ersattes av Nigel Preston. Singeln "Do You Believe in the West World" kom på 40:e plats och gjorde att bandet fick uppträda på Top of the Pops. Westworld släpptes February 1982 på Burning Rome Records och kom som högst på plats 17 på UK Albums Chart. 
Gruppens nästa singel var "The Hop" och släpptes i maj 1982 därefter släppes singelns "Eastworld" som blev gruppens sista innan återföreningen. En samlings-LP "Revolution" släpptes 1984 efter att bandet brutit upp. 

## Återförening
Theatre of Hate återförenades 1991 och bestod av ursprungliga bandmedlemmar Brandon, Stammers och Lennard samt ytterligare medlemmar från musikgruppen Spear of Destiny: gitarristen Mark Thwaite (som också spelat med the Mission), trummisen Pete Barnacle och keyboardisten Volker Janssen. En liveupptagning från denna period kan höras på Theatre of Hates samlingsskiva Act 4.
Theatre of Hate's andra studioalbum, osläppt men inspelad 1982 släpptes som Ten Years After 1993.
1994 så gick Brandon, Stammers, gitarristen John McNutt and trummisen Art Smith in i studion tillsammans med producenten Brad Morrison för att spela in en ny skiva. Den kom först att kallas Stone in the Rain och släpptes på Anagram Records 1995 under artistnamnet Kirk Brandon's 10:51 men i USA släpptes den istället som en skiva av Theatre of Hate och namngavs Retribution.

## Diskografi

### Studioalbum
- Westworld (1982, Burning Rome Records) (UK No. 17)
- Ten Years After (1993, Mau Mau Records)
- Aria of the Devil (1998, Snapper Music)
- Kinshi (2016, self-released)
- Utsukushi-sa (A Thing Of Beauty) (2021, Eastersnow Recording Company)

### Live-album
- He Who Dares Wins (Live at the Warehouse Leeds) (1981, Burning Rome Records) (UK Indie No. 1)[1]
- Live at the Lyceum (1981, Straight Music)
- He Who Dares Wins (1982, Burning Rome Records) (UK Indie No. 3)[1]
- Original Sin · Live (1985, Dojo Records) (UK Indie No. 12)[1]
- Retribution Over the Westworld (1996, Receiver Records)
- He Who Dares Wins/He Who Dares Wins II (1996, Dojo Records)
- Love Is a Ghost (2000, Receiver Records)
- Live at the Astoria 91 (2006, Easterstone)
- Live in 82 (2006, Easterstone)
- Live in Sweden (2006, Easterstone)
- Live 2013 (2014, self-released)